# 威廉斯海崖
威廉斯海崖（英語：Williams Bluff），是南極洲的海崖，位於維多利亞地的彭內爾海岸，處於凱姆峰以東13公里，屬於烏薩爾普山脈的一部分，美國地質調查局根據測量和該國海軍的空中照片繪入地圖，現時由南極條約體系管理。